# Frederick Parkes Weber

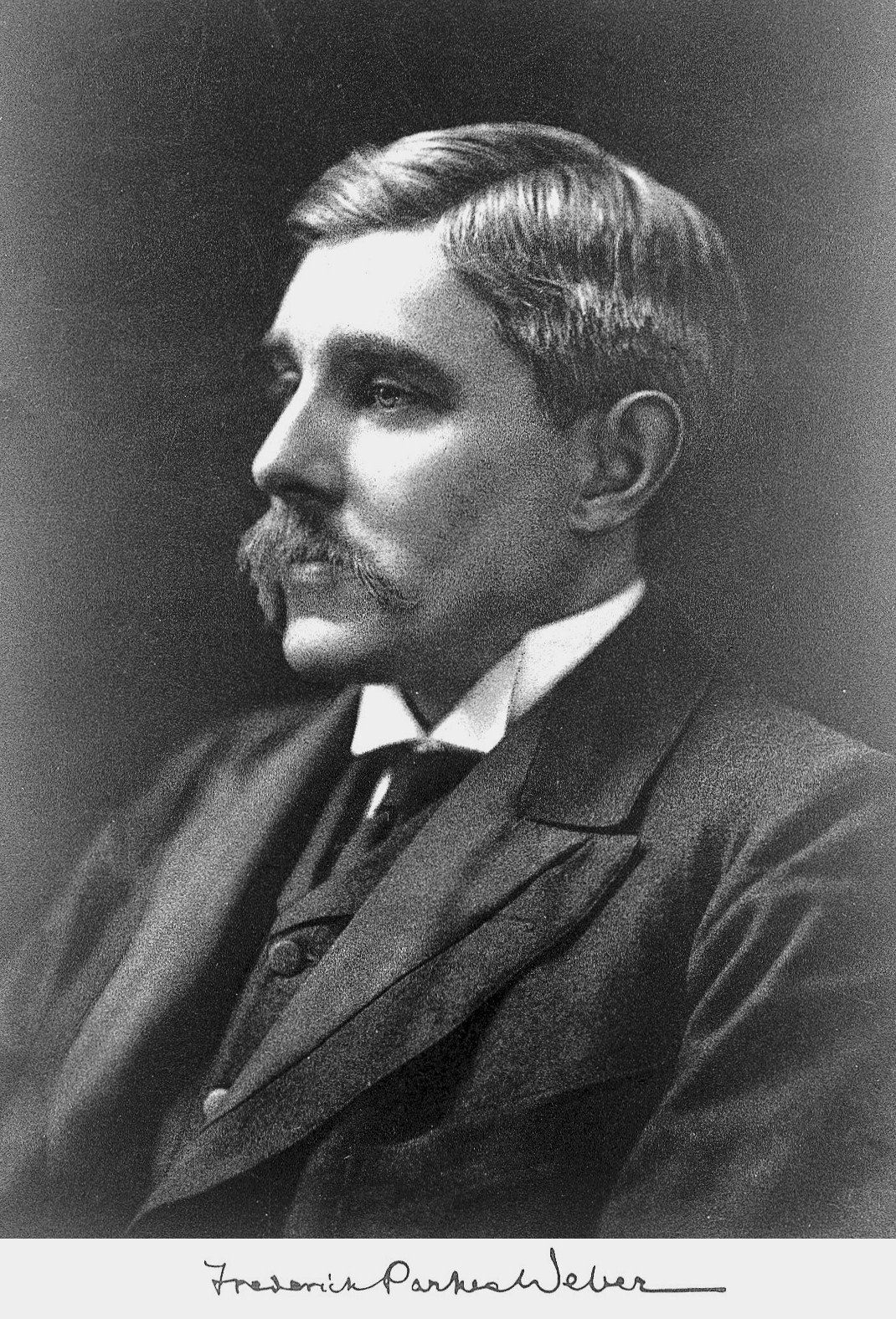
Frederick Parkes Weber

Frederick Parkes Weber (Londen, 18 mei 1863 - 1962) was een Engelse arts met een zeer lange carrière en een buitengewone wetenschappelijke productiviteit. 
Zijn vader was een immigrant uit Duitsland, ook een briljant arts die onder andere lijfarts van Koningin Victoria was. De middelste naam, Parkes, is een vernoeming   naar Sir Edmund Parkes, een vriend van de familie, en is door langdurig gebruik aan de achternaam blijven plakken zodat hij uiteindelijk als 'Parkes Weber' bekendstond. Hij bezocht Charterhouse School, Cambridge University en studeerde geneeskunde aan St. Bartholomew's Hospital in Londen, maar ook in Cambridge, Parijs, en Wenen.
Hij promoveerde in 1892 in Cambridge, en werkte na enkele korte assistentschappen, onder andere in St Bartholomew's, in het German Hospital, London, vanaf 1894. Hij bleef dit tot zijn tachtigste levensjaar doen. Tot zijn negentigste was hij actief in de Royal Society of Medicine. Daarnaast was hij consultant in een aantal andere ziekenhuizen. In de loop van 50 jaar schreef hij meer dan 1200 artikelen en droeg bij aan 20 boeken. 
Mensen die hem gekend hebben (Richard Asher) beschrijven hem als een briljant arts, die veel tijd voor zijn patiënten nam en hun levensgeschiedenissen tot op een haartje kende. 
Zijn naam keert terug in een aantal eponiemen:
- Syndroom van Klippel-Trenaunay(-Weber)
- Syndroom van Sturge-Weber
- Ziekte van Rendu-Osler-Weber
- Ziekte van Pfeifer-Weber-Christian
- Syndroom van Weber-Cockayne